# Deadlands

Deadlands: The Weird West est un jeu de rôle américain de type western mêlé de fantastique, paru en 1996. Son auteur est Shane Lacy Hensley, son éditeur Pinnacle Entertainment Group (devenu depuis Great White Games). La deuxième version du jeu est parue en 2006 avec un système refondu, et sous le titre Deadlands: Reloaded paru chez Black Book Edition en 2010 pour la VF.

## L'univers
En 1863, un chaman indien désespéré invoque les Manitous, des êtres surpuissants qui réveillent la magie (thème commun à Shadowrun). Il est exaucé au-delà de ses espoirs : treize ans après, l'Amérique est pleine de fantômes, de vers géants, de Wendigos, et d'autres abominations moins identifiables. Les Indiens ont repris une grande part de leurs terrains de chasse et la guerre fait toujours rage à l'Est, tandis que la Californie s'est abîmée dans les flots, créant ce qui est appelé le Grand Labyrinthe.
Les Blancs s'adaptent cependant. Certains maîtrisent la magie à travers les cartes : ce sont les hucksters. D'autres utilisent un nouveau minerai, la roche fantôme, pour alimenter des inventions délirantes. Et le Nord comme le Sud ordonnent aux Texas Rangers et à l'agence Pinkerton de combattre les forces occultes qui ravagent la nation.

## Les règles deReloaded
Deadlands intègre le poker à son système de règles.
Un personnage possède dix caractéristiques, chiffrées de 4 à 12 (selon l'échelle des cartes), qui correspondent au type du dé lancé. On se sert aussi de cartes à jouer pour l'initiative et de jetons de poker (rebaptisés « pépites » dans la traduction française) qui servent de jokers.
Ce système a été transposé et simplifié en 1997 pour le jeu de figurines Deadlands: Great Rail Wars, puis est devenu un système générique en 2003, sous le titre Savage Worlds.

## Postérité
Deadlands a une très large gamme de suppléments et aussi un épigone : Hell on Earth, un univers où la guerre entre Manitous et Humains a dégénéré en conflit atomique.
Une version du jeu existe dans les années 1930 américaines, l'époque de la Prohibition, et l'action est située à la Nouvelle-Orléans : Deadlands Noir.

## Gamme

### Reloaded VF
- Livre de base (mars 2012)
- Écran du Marshal (juin 2015)
- Écran épique du Marshal (juin 2015)
- Campagne Stone Cold Dead (avril 2015)
- Campagne Le Déluge (novembre 2019)
- Campagne Les Derniers Fils (novembre 2019)
- Campagne La Mort aux Trousses (juin 2020)
- Campagne De Bonnes Intentions (juin 2020)

### Reloaded VO(incomplète)
- Livre de base (mai 2006)
  - Version de luxe (mai 2006)
- Flood (The) campagne
- Don't Drink the Water Scénario / Campagne
- Player's Guide supplément de règles et de contexte
- Marshal's Handbook première édition révisée
- Blood Drive 1: Bad Times on the Goodnight première édition Scénario / Campagne
- Blood Drive 2: High Plains Drovers Scénario / Campagne
- Blood Drive 3: Range War Scénario / Campagne
- Stone and a Hard Place Player's Guide supplément de règles